# 靴下

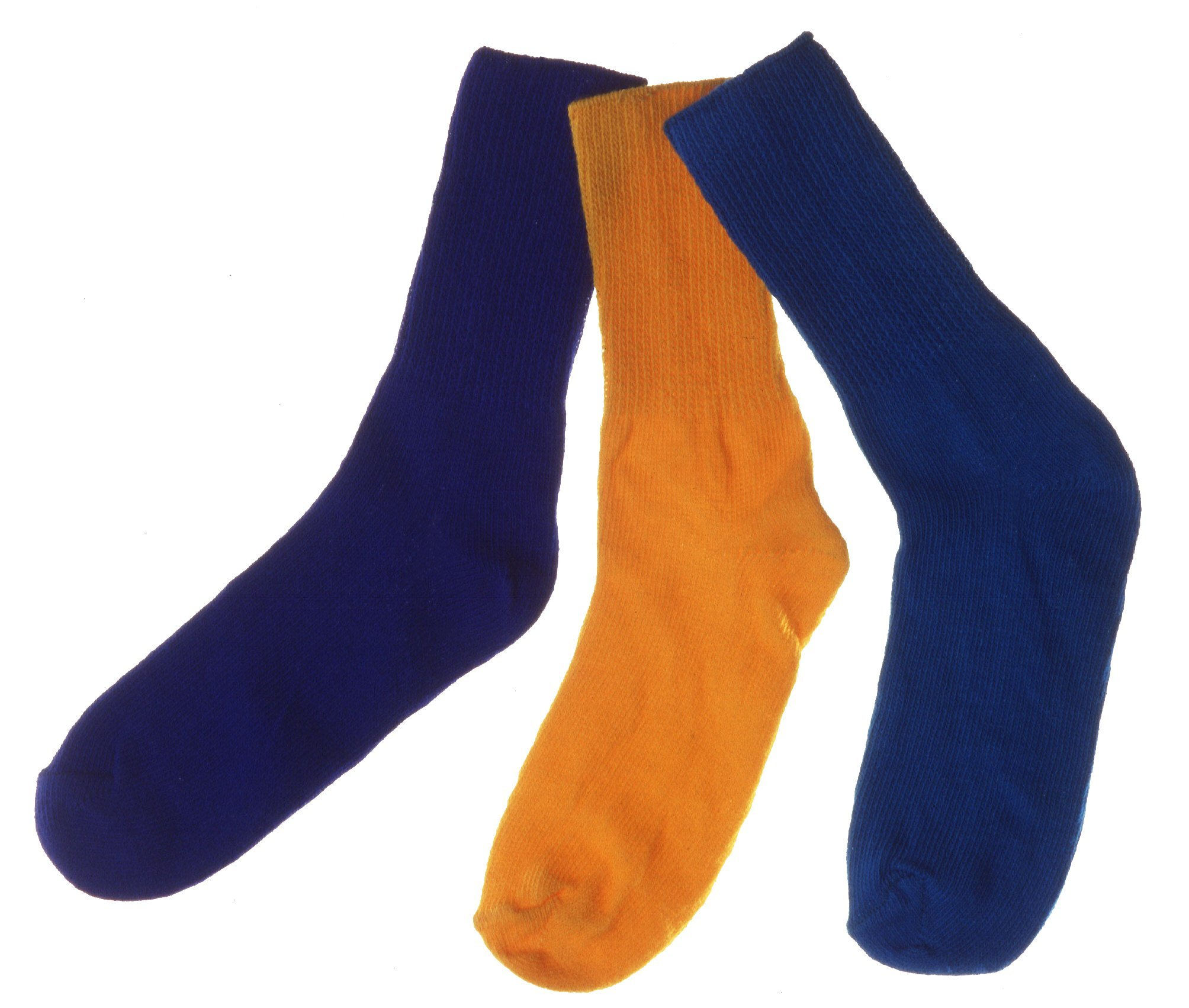
通常の靴下

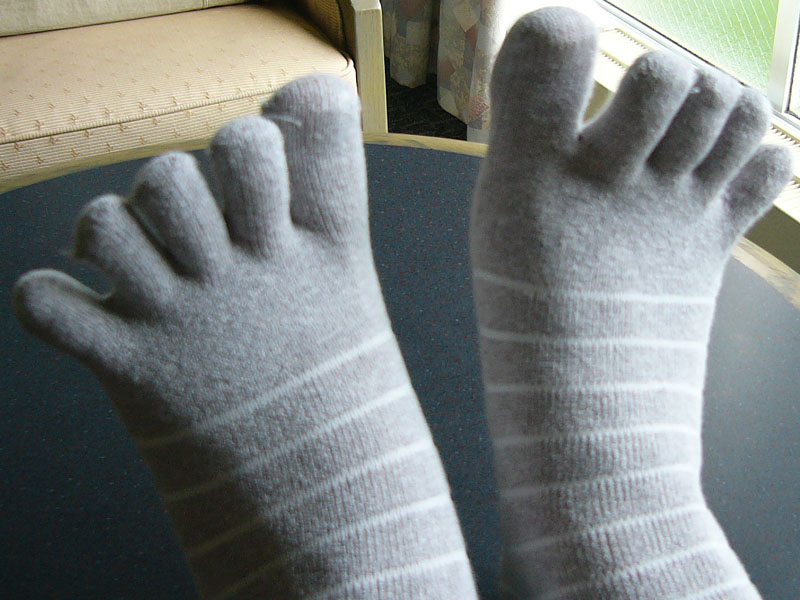
5本指の靴下

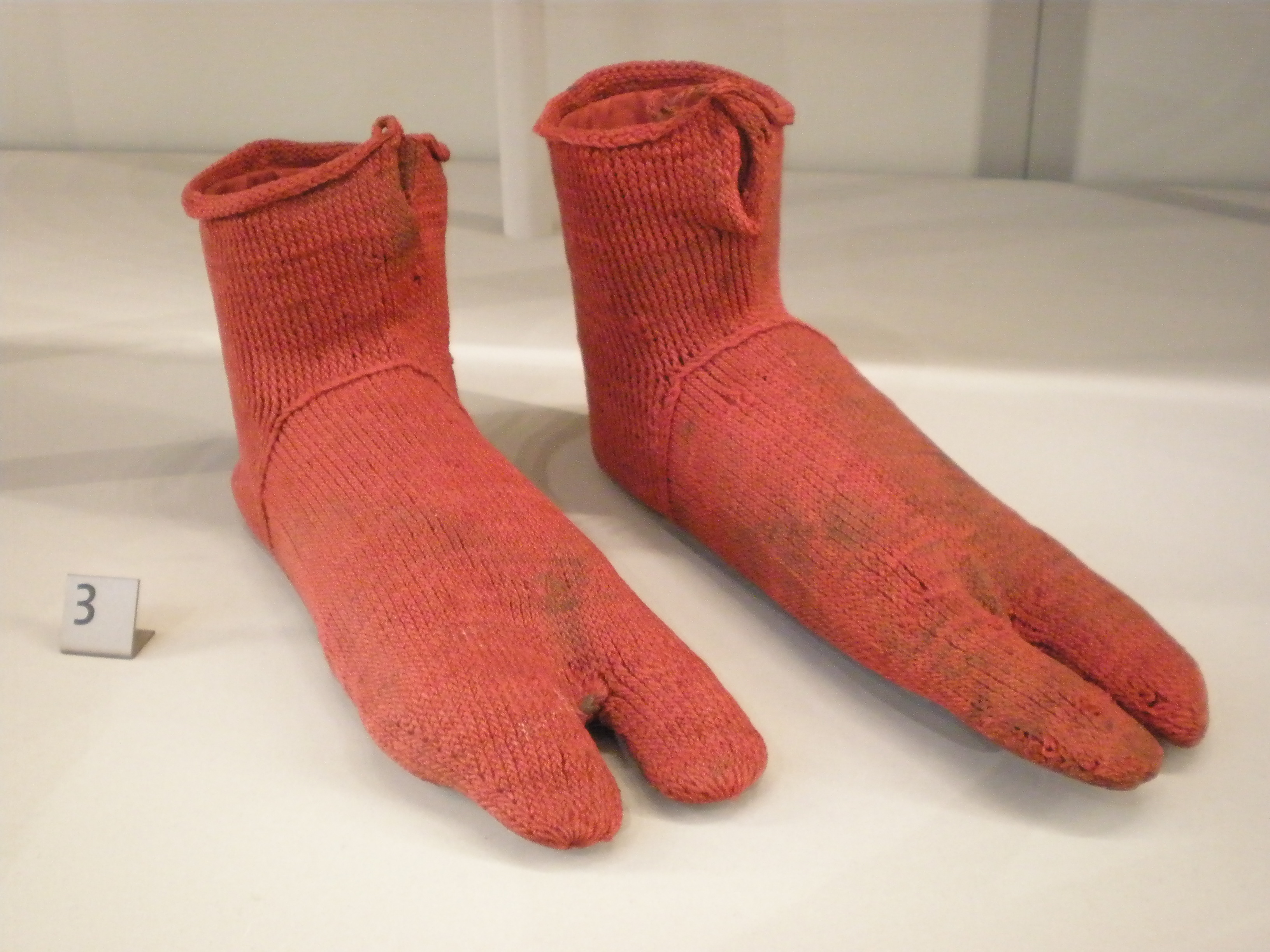
エジプトのオクシリンコスで発掘された靴下（紀元300‐500年頃）。ノールビンドニングという古代からある編み方で作られている。足袋のように足先が二股になっているのはサンダルを履くためである。

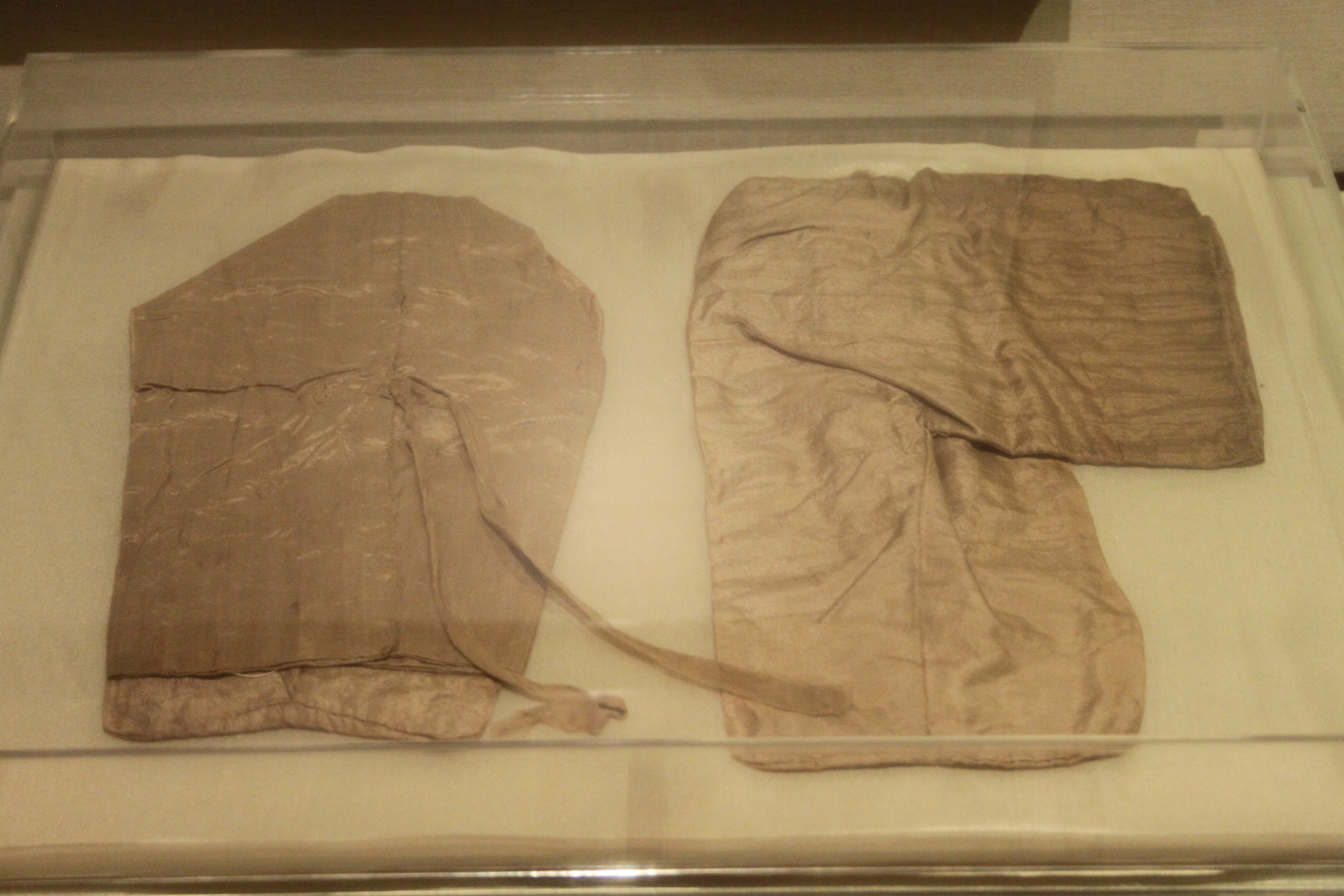
紀元前2世紀の中国漢王朝時代の馬王堆漢墓から見つかった絹製の靴下。足首あたりで紐を縛って固定する様子がみられる。

靴下（くつした、英語:sock）とは、足（脚）の保護や保温などの機能をもつフートウエアの一種である。フートウエアには靴下のほかに足袋や脚絆があるがそれぞれ別個のものとして扱われる。

## 概説
靴下は足（脚）の保護や保温さらに装飾的機能を有する。靴と素足の間の緩衝材としての役目をはじめ、足を暖かく保つ保温作用、汗を吸収して乾燥させ、通気性を確保すること、靴の外にでる皮膚の保護、靴と下半身の衣服との間を埋める衣服としての役割がある。
英語のhosiery（編物）はhose（靴下）の派生語とされ靴下はニット製品の起源と考えられている。ニットの旧称である「メリヤス」の語源は、スペイン語のメディアス（medias）やポルトガル語のメイアス（meias）でいずれも靴下の意味である。
靴下の長さは様々であり、踝（くるぶし）のすぐ上を覆うものから太腿を覆うものまで様々な長さがある。日本意匠分類では短型（脹脛中程以下のもの）と長型（脹脛を覆う丈があるもの）に分類されている。足首より短く、裸足に近いスニーカーソックスもある。靴下の先は通常分割されていないが、爪先が分割されている靴下もある。
礼装に用いるものは背広や弔事・夜では黒、慶事では黒や白黒の縞柄、ビジネスでは黒、濃紺、濃茶、チャコールグレーのハイソックス（ロングホーズ）となっている。
なお、靴と同様に専用の着脱具もある。
中国風の靴足袋は襪（べつ）と呼ばれる。中国唐代に襪（べつ）が伝わり、これを下沓（したくつ）とも呼んだが、したくつが訛り襪（しとうず）と呼ばれることとなった。正倉院の御物にも襪が収められている。この襪は奈良時代から平安時代に用いられたが、奈良時代に養老律令の衣服令で礼服での着用や高徳な老人の着用が認められたが一般の着用は禁じられた。

## 靴下の効果
靴下を履くことで、保温され霜焼け、凍傷対策となる。また、靴擦れなどの外傷予防となる。歩く時の衝撃緩和。糖尿病性足病変の予防。また、素材によっては抗菌・防臭機能を持つ場合もある。

## 靴下の種類

### 形態による分類
靴下は形態により、フートカバー類（足部のみで足甲部までの製品）、ソックス類（口ゴム部、脚部、足部の3部位で膝下までの製品）、ストッキング類（ウェルト部、レッグ部、フート部の3部位で膝上まである製品）、タイツ類（パンティ部、レッグ部、フート部の3部位の製品）に大別される。

### 原料による分類
原料の素材により、綿靴下（綿）、絹靴下（絹）、羊毛靴下（ウールなど）、ナイロン靴下（ナイロン）などがある。

### 形状による分類
靴下の形状には短いフートカバーから長いストッキングやタイツなども含まれる。
- フートカバー：足部のみで足甲部までの製品[1][7]
- アンクレット：踝（くるぶし）までの製品[1][7]
- ソックス：膝下までの靴下の一般名[1][7]
  - 靴の丈に合わせてブーツソックス[7]やスニーカーソックスなどの呼び方もある
  - スリークォーターソックス（膝下3/4丈までの長さ）[7]
  - ハイソックス（膝下いっぱいまでの長さ）
- ニーソックス：膝上まである長靴下の総称
  - オーバーニーソックス：膝頭を超えるもの
  - サイハイソックス：「～ソックス」と名の付くもので一番長い靴下であり太腿以上のもの

### 機能性・ファッション性による分類
ダブル口ゴム靴下や抗菌防臭靴下など機能性を高めた種類の靴下がある。また、機能性ではなくもっぱらファッション性が追求された靴下もある。
- ダブル口ゴム靴下 - トップ部のめくれや丸まり、締め付けを緩和するためにダブル口ゴムを付けた靴下[1]
- ずり落ち防止ソックス - 口ゴムの裏側に裸ゴム糸を編成してずり落ちしにくくした靴下[1]
- 90度ヒールソックス - 足首にたるみが出ないように身部と足部が直角になった靴下[1]。L字型（直角）ソックス。
- サポートソックス - 身部にゴム糸やスパンデックスを入れたもので脚部への圧縮効果をもつ靴下[1]
- パイルソックス - 足裏部分などにパイル編みを用いクッション性を高めた靴下
- 5本指ソックス - 爪先が足指にそって手袋のように5本に分かれている靴下。トウソックスとも言う。[8]）
- 足袋ソックス - 足袋〈たび〉のように親指と人差し指のあいだが分かれている靴下
- スポーツソックス - テーピングのように機能する縫製の仕方や外付けの滑り止めなど、スポーツ競技に合わせて設計された靴下。
  - サンドソックス - ビーチバレーボールなど、砂浜で行われるスポーツで、足の保護の為に着用する靴下
- クルーソックス - 船員が脱ぎ履きしやすいようゴム編みにした靴下
- チューブソックス - 前後の区別がない筒状の靴下
- ルーズソックス - 足首部がだぶだぶの靴下[1]
- フットカバー - 素足で靴を履いているように見せるため、つま先と足裏だけを覆う靴下（フートカバーよりも短い）
- 転倒予防靴下（英語版） - 老人や病気で足腰が弱っている患者に支給される滑り止め機能が施された靴下。

## 靴下の部位
靴下はトップ部（ゴムトップ）、口ゴム部（ゴム部）、身編部、踵／爪先部（ヒール、トー）、フート部、先かがり部などの部分に分けられる。

## 靴下の製造工程
- 編立（編み立て）
  - 靴下編成のためのデータを編機に入力して編む工程[7]。
  - 靴下を連続して編む機械の場合は編立の後に切り離しの工程がある[7]。
- 裏返し
  - 爪先をかがるために靴下を裏返す工程[7]。
- 爪先かがり（先けい）
  - 編成された靴下は、編機から排出された段階では爪先が閉じられていないため、爪先かがり（先けい）で爪先を縫合する[7]。
    - リンキング - 編目のひとつひとつを対称になるように重ね縫いする方式[7]。縫い目がフラットになるが熟練が要求される[7]。
    - ロッソ - 機械が設定されたコースに従って任意に縫う方式[7]。現在のほとんどの靴下がこの方式。イタリアのロッソ社が最初に機械を製造したため、工程の名称もロッソとなった。
    - オーバーロックミシン - オーバーロックミシンが使用されることもあり、編地が厚いとゴロつき感が出るが、端末を色々な形に縫製することができる[7]
- 表返し
  - 靴下を表に返して検品を行う工程[7]。
- 仕上げ
  - 金属製の型板に差し込んで湿熱蒸気で形を整える[7]。
- ペアリング
  - 仕上げられた靴下は1枚ごとに大きさが多少違いがことがあるため同じ大きさのもの2枚を合わせて1足にする[7]。この工程で先端にソッパス（パッチャー）という金具を付ける[7]。
- 装飾
  - 販売用に履き口に口券を付けたり、帯やシールを付ける[7]。ブランドのロゴ・サイズ・品質表示（使用糸）・製造者番号を明示する。
- アソート
  - 靴下を決められた数量ごとに組み分ける[7]。
- 検針・箱詰め
  - 危険物の混入がないかの検査、箱詰め（袋詰め）を行う[7]。

## ギャラリー

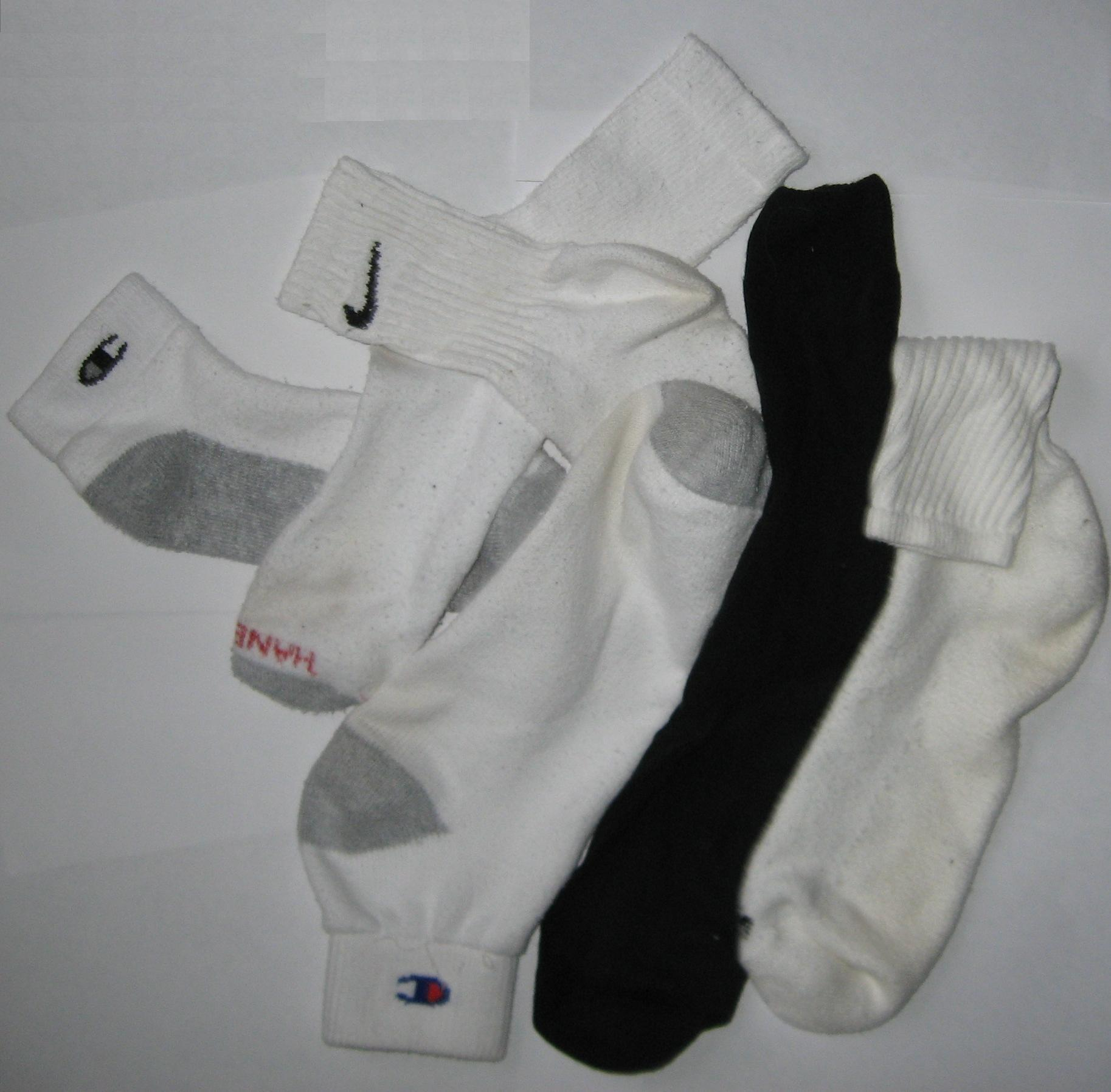
スポーツソックスと称される一般的な靴下、白のロークルーソックスが多い
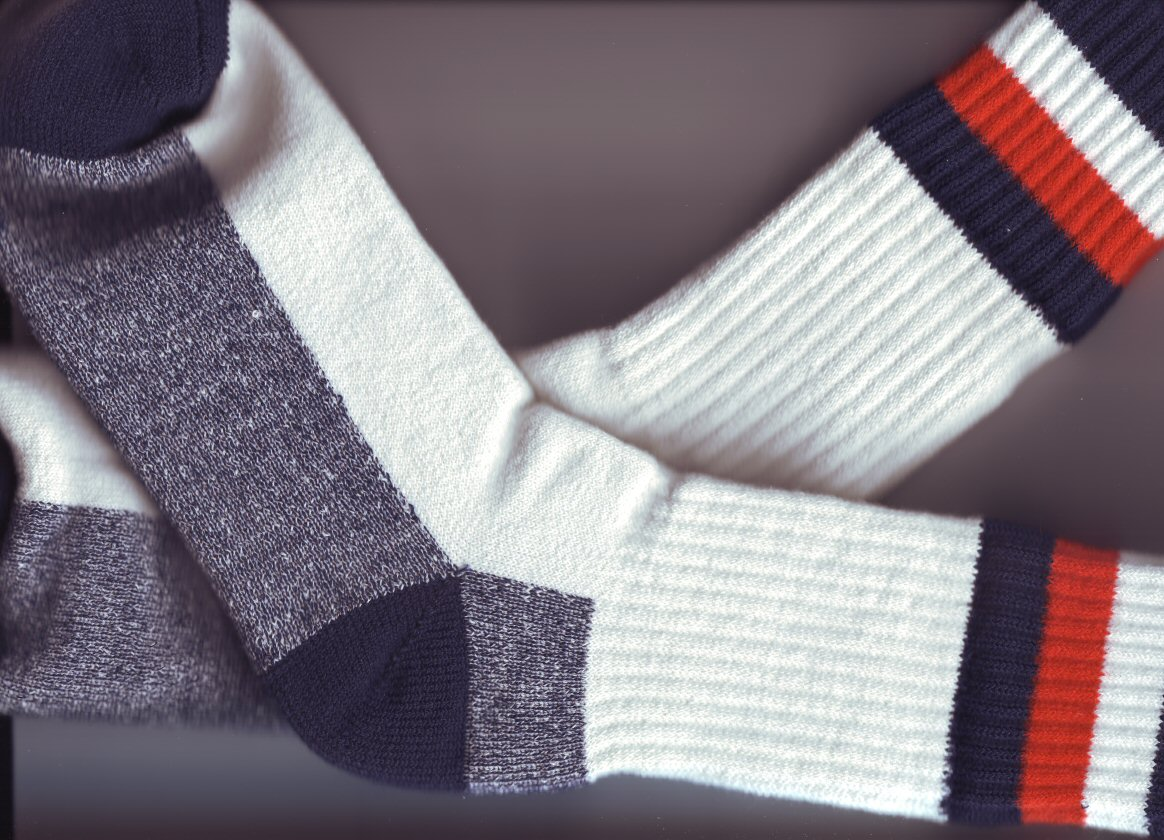
靴下の縁や側面、爪先には色が付くことも多い
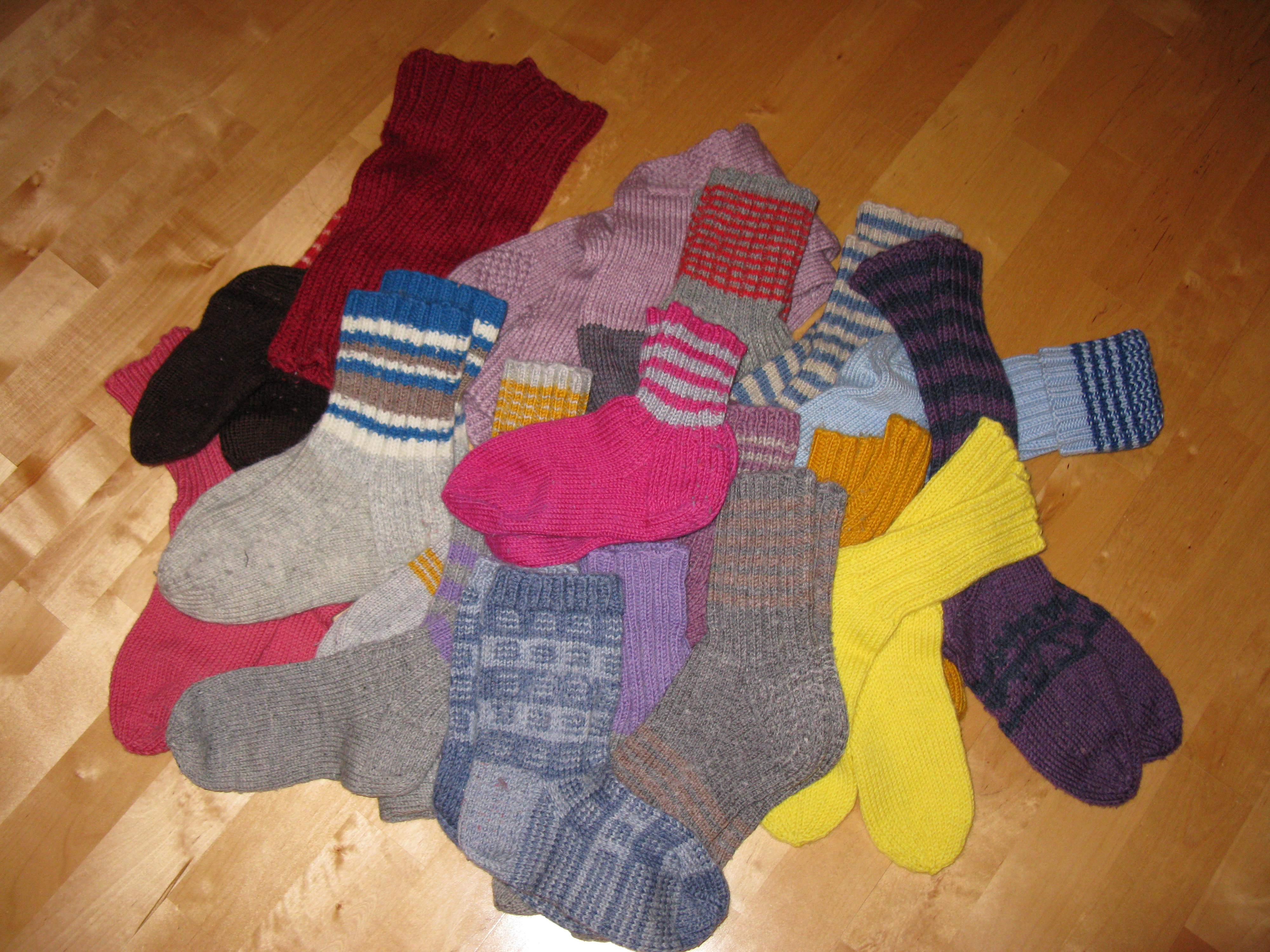
様々な柄や長さの靴下
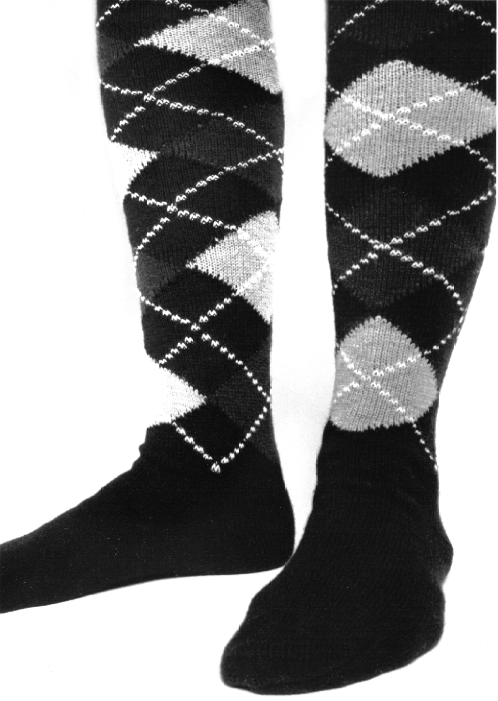
アーガイル柄の靴下
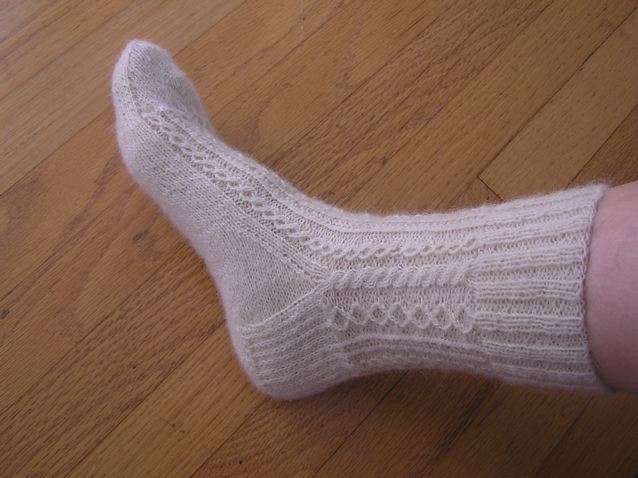
レースの靴下
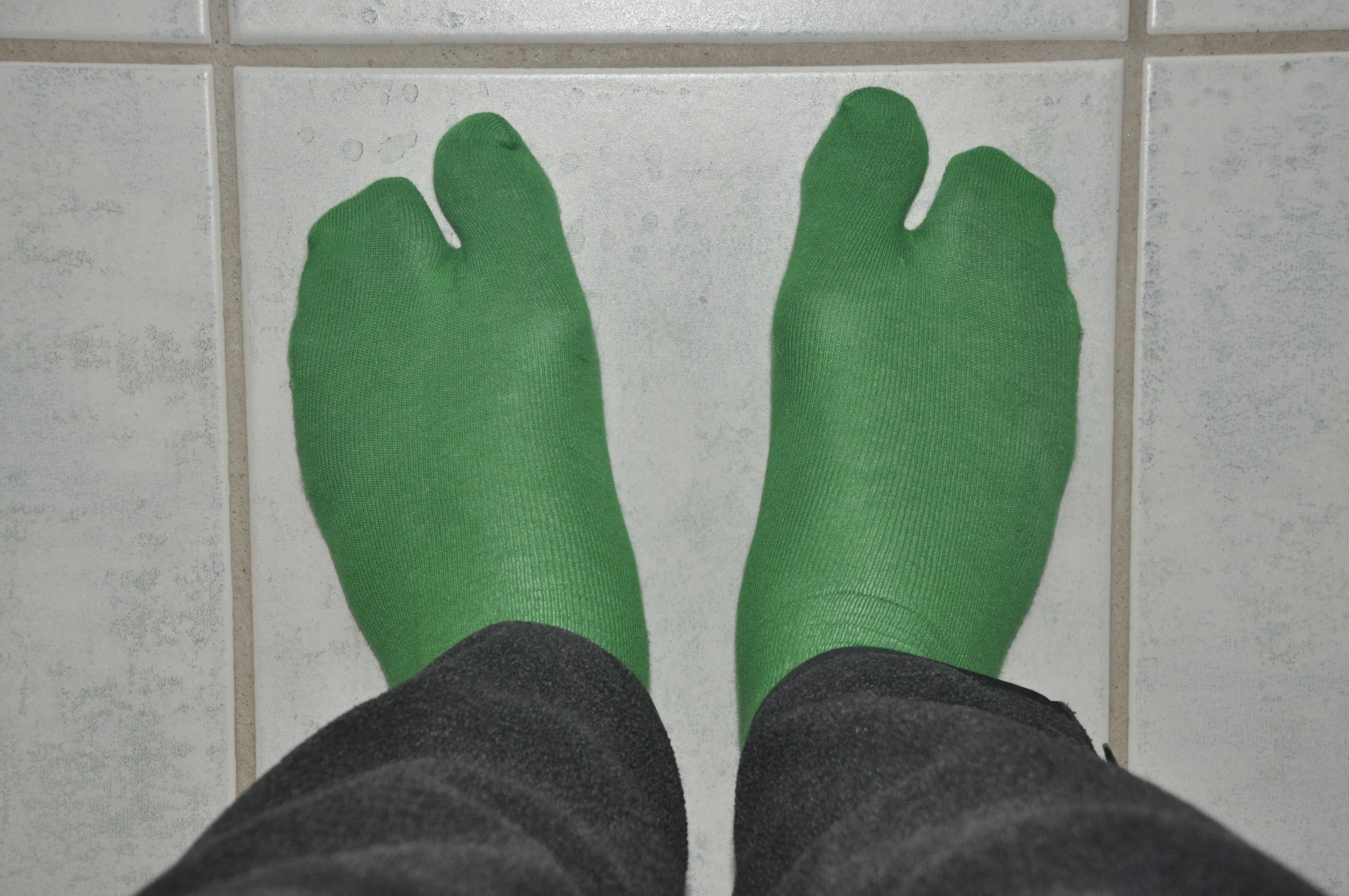
足袋ソックス
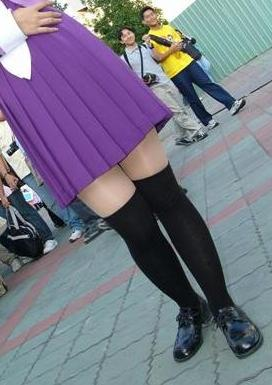
オーバーニーソックス
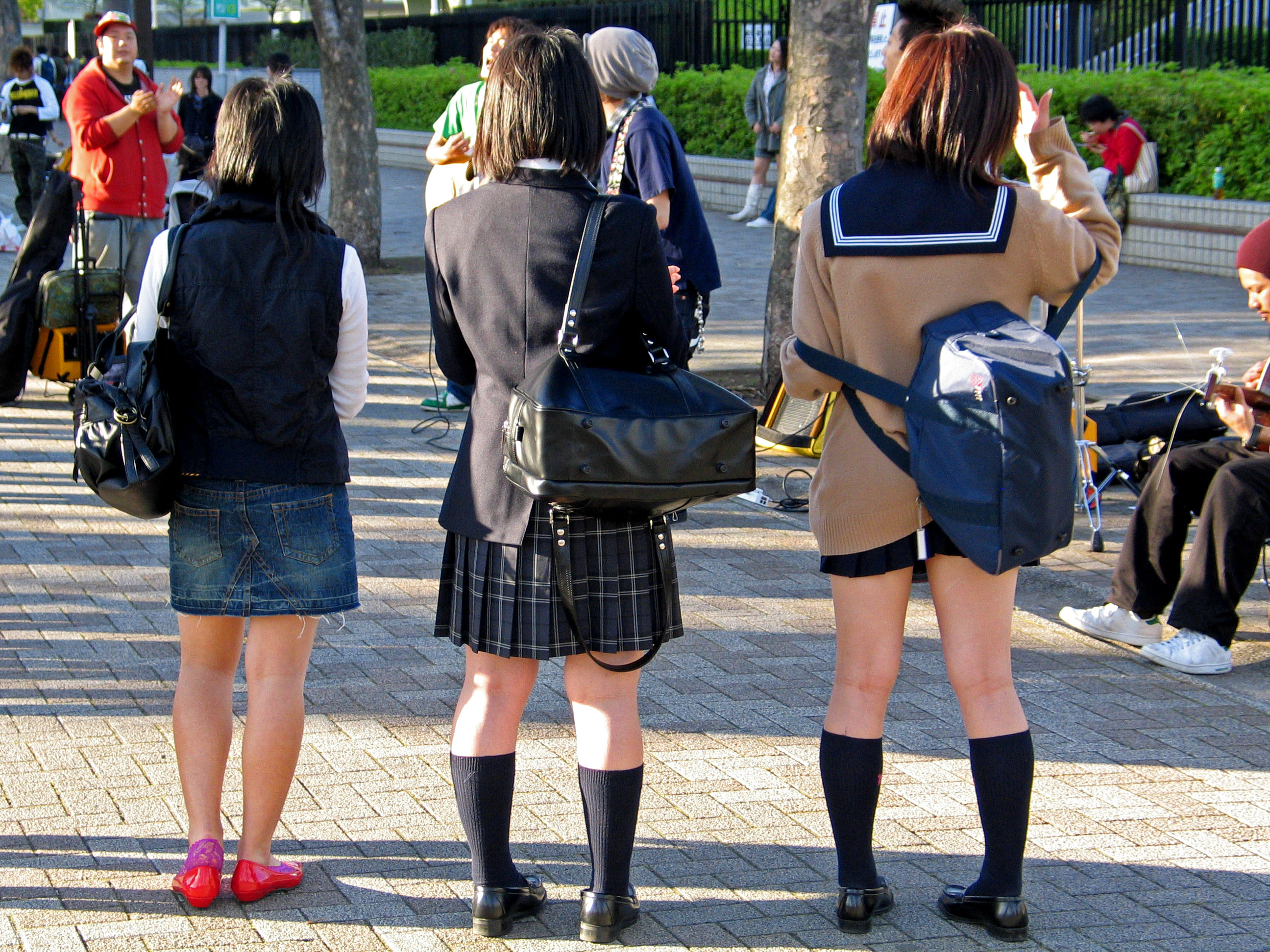
ハイソックスの一種である、紺ハイ
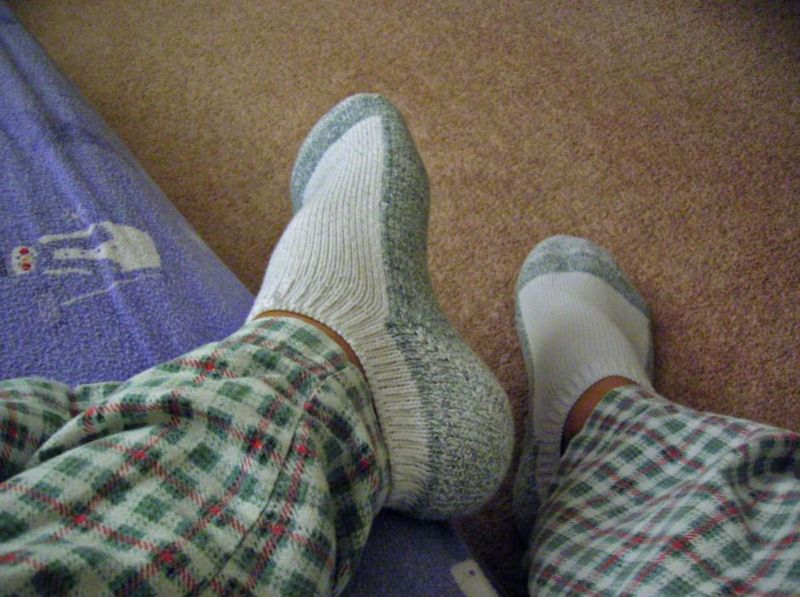
スニーカーソックス
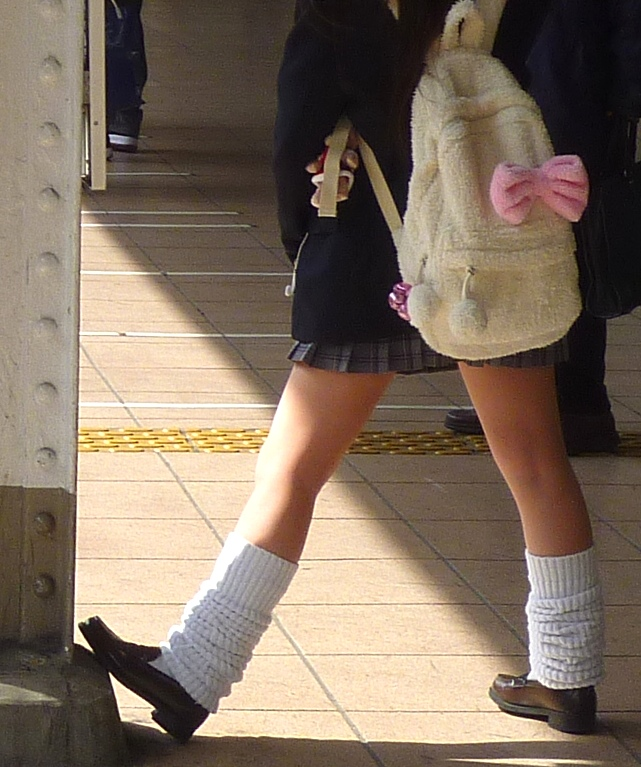
ルーズソックス

## 手入れ
靴下を洗濯する場合、多くの製品では裏返して洗うことが推奨されている。皮膚に触れる裏地に付着した皮脂汚れは洗濯で落ちにくく、雑菌が繁殖し悪臭の原因となる。あらかじめ表側のホコリを払った後、裏返して洗濯することで、皮脂汚れが落ちやすくなるとともに、繊維が靴下の裏側に多くあることから、洗濯の際に生じる生地の傷みも防止できる。

## 文化

### 行事
- クリスマス：プレゼントは靴下に入れられる。この文化は、サンタクロースのモデルともなったミラのニコラオス（聖ニコラウス）の逸話で、身売りする娘を助けるため金貨の袋を投げ入れた逸話[10]、もしくは結婚する娘の持参金がない家に金貨を投げた際に靴下に入った逸話[11]から来ているとされる。
- ベファーナ

### 芸能
- ソックパペット - 靴下を使って作る人形。

### 動物
- 脚（足）の先の方が（ポイントカラーやマーキング等で）体色と異なる色となっていることを俗に靴下や足袋と呼ぶ。前脚（前足）に限定して言及する場合は手袋とも呼ばれる。